# Wolfgang Schäuble

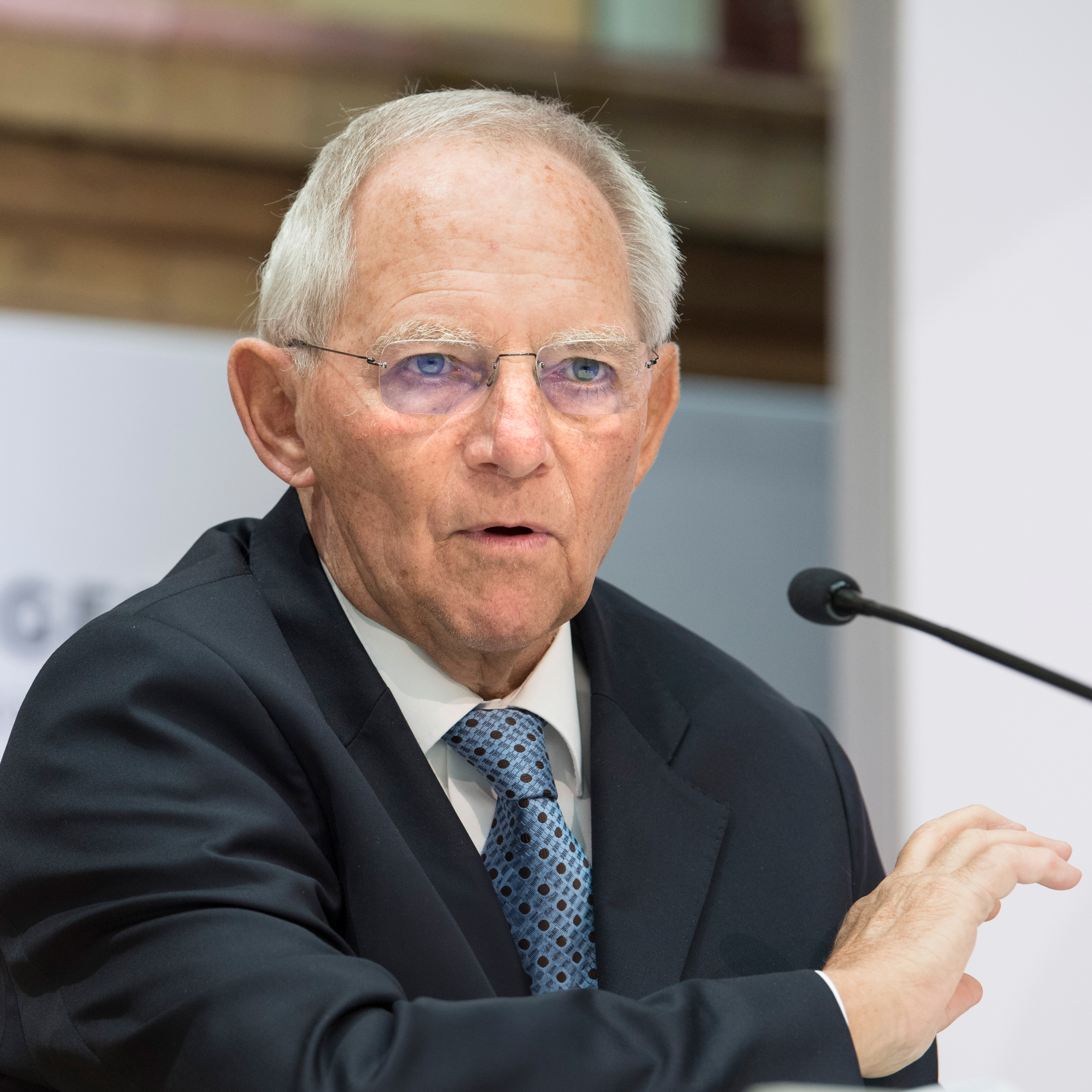
Wolfgang Schäuble (2019)

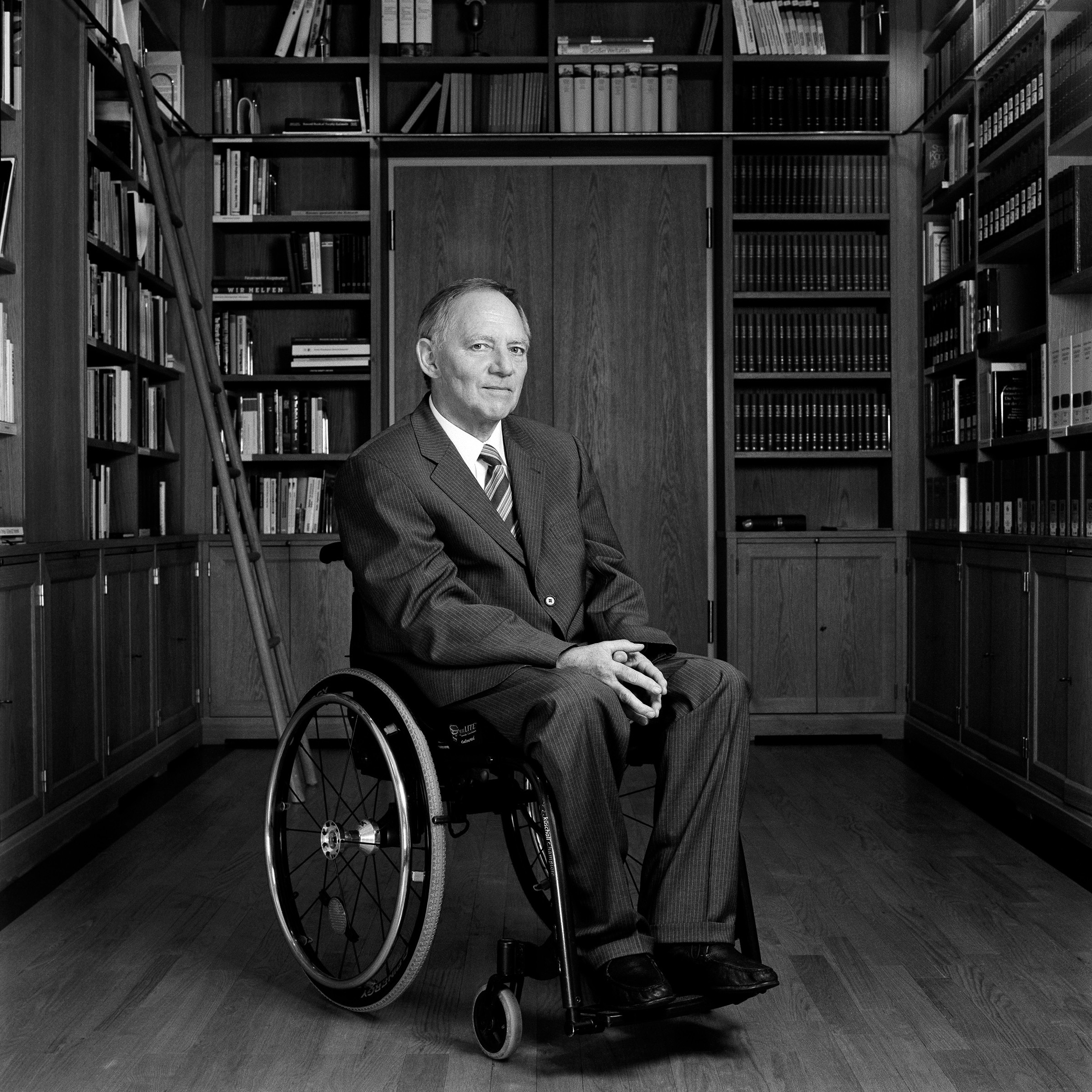
Wolfgang Schäuble in Berlin (2007)

Wolfgang Schäuble (* 18. September 1942 in Freiburg im Breisgau; † 26. Dezember 2023 in Offenburg) war ein deutscher Politiker (CDU). Von 1984 bis 1989 war Schäuble Bundesminister für besondere Aufgaben und Chef des Bundeskanzleramtes (Kabinett Kohl II und Kabinett Kohl III), von 1989 bis 1991 Bundesminister des Innern (Kabinett Kohl III), von 1991 bis 2000 Fraktionsvorsitzender der CDU/CSU-Fraktion im Deutschen Bundestag und von 1998 bis 2000 auch CDU-Parteivorsitzender. Am 16. Februar 2000 erklärte Schäuble aufgrund seiner Verwicklungen in die CDU-Spendenaffäre seinen Rücktritt als Partei- und Fraktionsvorsitzender. 2005 wurde er erneut Innenminister im Kabinett Merkel I, 2009 bis 2017 Finanzminister im Kabinett Merkel II und III. Von 2017 bis 2021 war er der Präsident des 19. Deutschen Bundestags und eröffnete anschließend als Alterspräsident des 20. Deutschen Bundestags dessen konstituierende Sitzung.
Im Jahre 1990 war Schäuble maßgeblich an der Aushandlung des Einigungsvertrags beteiligt. Seit einem Attentat auf ihn im selben Jahr war er querschnittgelähmt. Schäuble war von 1972 bis zu seinem Tod 2023 ununterbrochen Mitglied des Deutschen Bundestages und damit der dienstälteste Abgeordnete in der Geschichte nationaler deutscher Parlamente.

## Leben

### Herkunft, Studium und berufliche Tätigkeit (1942 bis 1972)
Wolfgang Schäuble wurde als Sohn des katholischen Prokuristen, Politikers (CDU) und späteren badischen Landtagsabgeordneten Karl Schäuble (1907–2000) und dessen protestantischer Frau Gertrud, geb. Göhring (1913–2000), in Freiburg geboren. Sein Vater, Sohn eines Schreiners, stammte aus Schramberg/Württemberg; die Mutter war Tochter eines schwäbischen Kupferschmiedemeisters aus Owen/Teck. Schäuble wuchs mit den zwei Brüdern Frieder (1937–2011) und Thomas (1948–2013) in einem bürgerlich-protestantischen Elternhaus in Hornberg/Schwarzwaldbahn im damaligen Landkreis Wolfach auf, wo sein Vater als kaufmännischer Leiter einer Buntweberei und später als Steuerberater arbeitete.
Sein Elternhaus war konservativ-evangelisch geprägt. Ab 1952 besuchte Schäuble das Schwarzwald-Gymnasium in Triberg, ein neusprachliches Gymnasium, wechselte aber 1957 zum Gymnasium Hausach (heute Robert-Gerwig-Gymnasium) über, wo er im Frühjahr 1961 das Abitur ablegte. Während seiner Schulzeit arbeitete Schäuble als Lokalberichterstatter für den Schwarzwälder Boten, neben dem Offenburger Tageblatt eine der beiden Lokalzeitungen in der Region, und gründete mit Hausacher Mitschülern die Schülerzeitung Tintenfass.
Nach einem halbjährigen Praktikum bei der Sparkasse in Hornberg absolvierte Schäuble von 1961 an ein Studium der Rechts- und Wirtschaftswissenschaften an der Albert-Ludwigs-Universität Freiburg und der Universität Hamburg, welches er 1970 mit der zweiten juristischen Staatsprüfung beendete. Im Februar 1971 wurde er in Freiburg bei Fritz Rittner und Martin Bullinger mit seiner Dissertation über Die berufsrechtliche Stellung der Wirtschaftsprüfer in Wirtschaftsprüfungsgesellschaften zum Dr. jur. promoviert. Er trat 1972 in die Finanzverwaltung des Landes Baden-Württemberg ein und war bis November 1972 als Regierungsrat beim Finanzamt Freiburg im Breisgau tätig. Von 1972 bis 2007 (Erreichen des Pensionsalters) war Schäuble als Finanzbeamter des Landes Baden-Württemberg beurlaubt. Als Rechtsanwalt war er von 1978 bis 1984 beim Landgericht Offenburg zugelassen.

### CDU-Politiker (ab 1965)
Schäubles politische Laufbahn begann 1961 mit dem Eintritt in die Junge Union. Während des Studiums wurde er auch Vorsitzender des Rings Christlich-Demokratischer Studenten in Hamburg bzw. Freiburg im Breisgau. 1965 trat Schäuble auch in die CDU ein. Von 1969 bis 1972 war er Bezirksvorsitzender der Jungen Union Südbaden und von 1976 bis 1984 Vorsitzender des CDU-Bundesfachausschusses Sport.
Nach einem Interview als Finanzminister gestand Schäuble, als junger Abgeordneter bei der Wahl 1972, die als Plebiszit über die Ostverträge empfunden wurde, heimlich für Bundeskanzler Willy Brandt gestimmt zu haben, dessen von der CDU bekämpfte Ostverträge er für richtig gehalten hatte.
Nach der für die CDU verlorenen Bundestagswahl 1998 wurde Schäuble Bundesvorsitzender der Partei. Im Zuge der CDU-Spendenaffäre musste er im Jahre 2000 seine Ämter als Partei- und Fraktionsvorsitzender niederlegen. Friedrich Merz wurde daraufhin zum neuen Fraktionsvorsitzenden und Angela Merkel zur neuen Parteivorsitzenden gewählt. Schäuble war seither Mitglied des CDU-Präsidiums und des CDU-Bundesvorstands. Schäuble galt in seinen späteren Jahren als Graue Eminenz innerhalb seiner Partei, dessen Wort besonderes Gehör fand.

### Bundestagsabgeordneter (ab 1972)

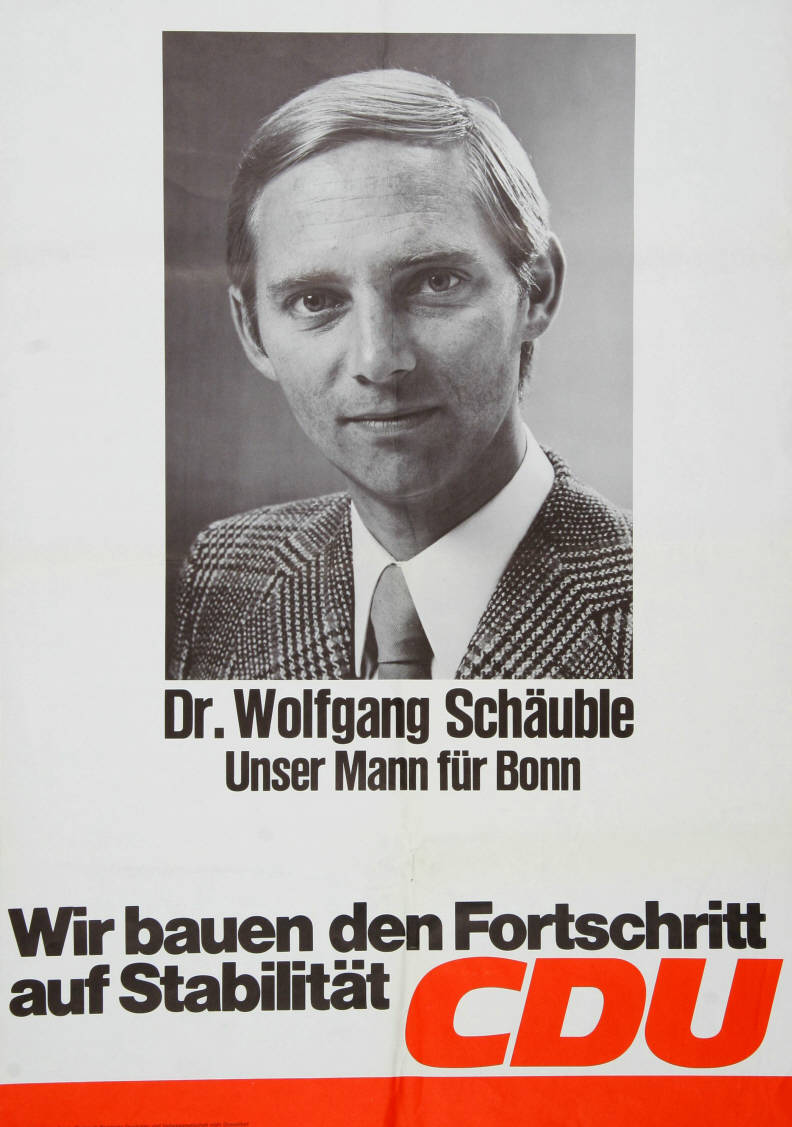
Wahlplakat für Schäuble zur Bundestagswahl 1972

Schäuble wurde als 30-jähriger Finanzbeamter nach der Bundestagswahl vom 19. November 1972 erstmals Mitglied des Deutschen Bundestages (MdB); die konstituierende Sitzung der 7. Legislaturperiode fand am 13. Dezember 1972 statt. Schäuble befand sich somit zum Zeitpunkt seines Todes in seiner 14. Legislaturperiode (2021 bis 2025). Er gewann bei allen Wahlantritten im Wahlkreis Offenburg das Direktmandat. Zuletzt erhielt er bei der Wahl 2021 34,9 % der abgegebenen Erststimmen. Von 1981 bis 1984 war Schäuble parlamentarischer Geschäftsführer der CDU/CSU-Bundestagsfraktion. Im November 1991 wurde er zum Fraktionsvorsitzenden gewählt, nachdem Alfred Dregger sich zurückgezogen hatte. Nach der Wahlniederlage der CDU/CSU 1998 war Schäuble somit auch Oppositionsführer im Deutschen Bundestag. Von beiden Ämtern trat er im Februar 2000 im Zuge der CDU-Spendenaffäre zurück. Von Oktober 2002 bis November 2005 war er stellvertretender Fraktionsvorsitzender. Nach Schäubles Tod rückte Stefan Kaufmann für ihn in den Bundestag nach.
„Rekordabgeordneter“
Schäuble war 51 Jahre lang, von 1972 bis 2023, CDU-Bundestagsabgeordneter und bei seinem Tod der dienstälteste Abgeordnete. Ab 2014 war er der Abgeordnete mit der längsten Zugehörigkeit zum Bundestag; am 21. Oktober 2017 überholte er August Bebel, der von 1867 bis 1881 und von 1883 bis 1913 im Parlament saß, und stellte damit einen neuen Rekord auf: Schäuble war der am längsten amtierende Abgeordnete der deutschen Parlamentsgeschichte auf nationaler Ebene seit der konstituierenden Sitzung des ersten gesamtdeutschen Parlaments am 18. Mai 1848 in der Frankfurter Paulskirche.

„Das Ziel alles Politischen ist, bei der unendlichen Vielfalt von Meinungen, Anschauungen und Interessen am Ende zu Entscheidungen zu kommen. Dazu brauchen wir stabile Institutionen und von allen akzeptierte Verfahren. Das geht nur mit Parlamenten. Und mit Parteien. Sie bündeln, gewichten und artikulieren die verschiedenen Interessen und Meinungen, die es gibt. Wer Verantwortung tragen und politische Führung ausüben will, muss sich den Realitäten stellen und vor allem eins beweisen: Entscheidungen herbeiführen zu können.“

### Bundesminister und Bundestagspräsident (1984 bis 2021)

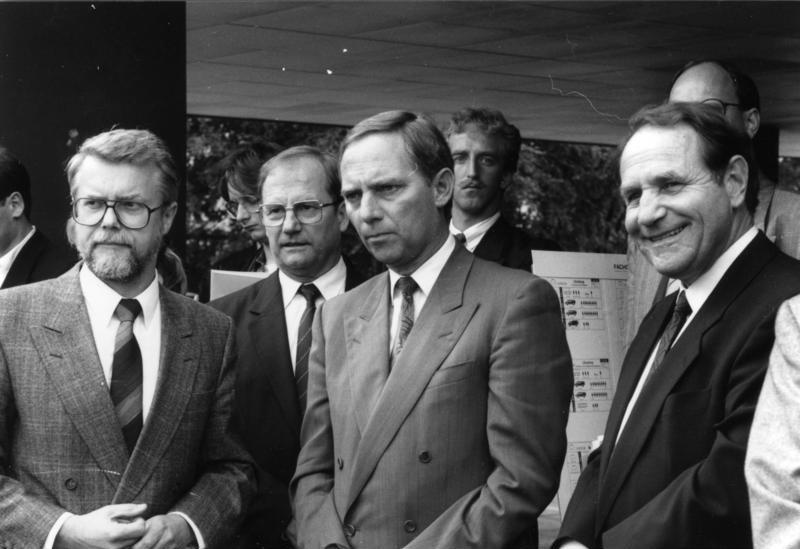
Wolfgang Schäuble (Mitte) als Bundesminister des Innern bei einem Besuch beim Bundesamt für Zivilschutz, Juli 1989

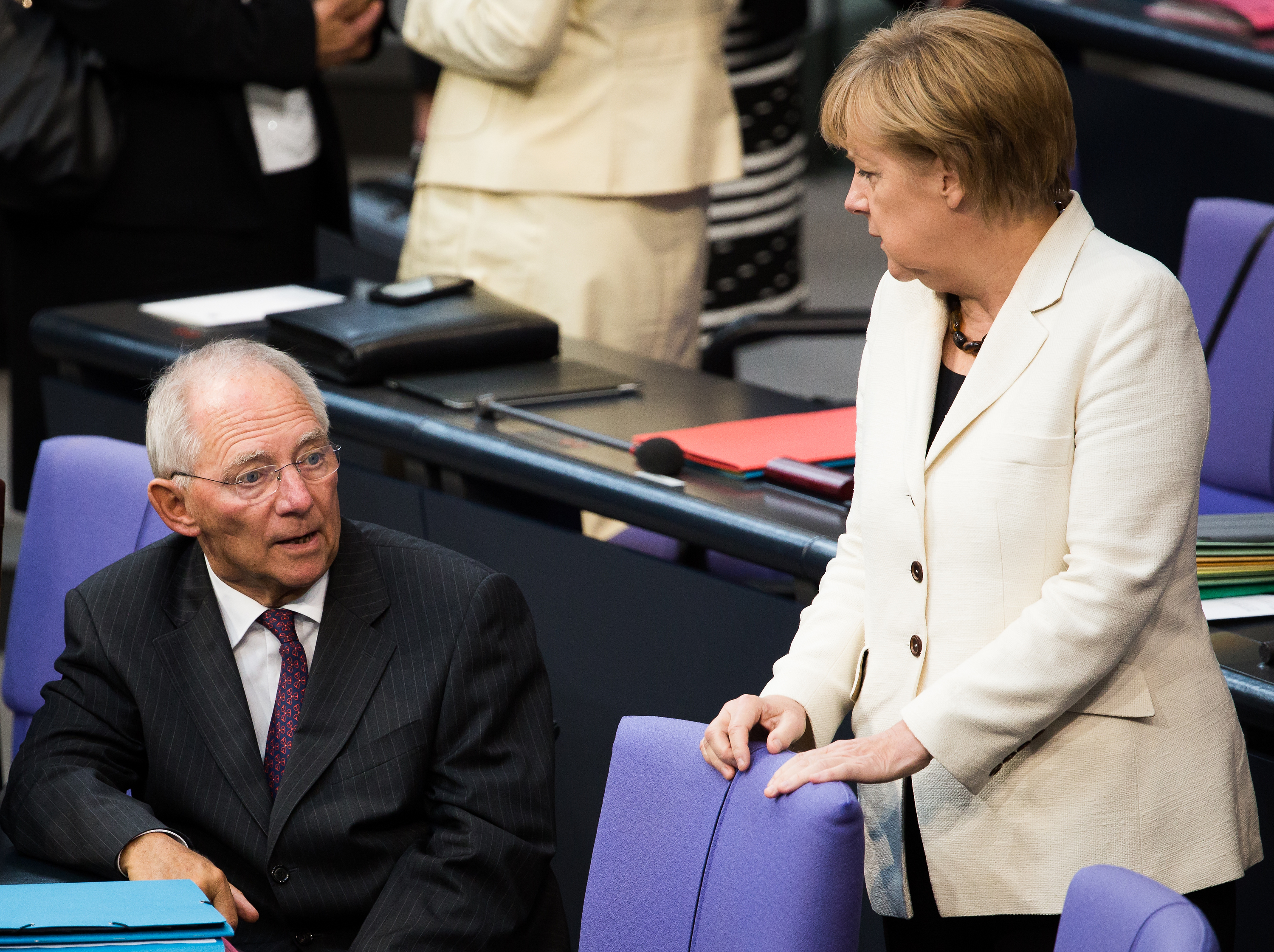
Wolfgang Schäuble und Angela Merkel im Deutschen Bundestag, 2014

Am 15. November 1984 wurde er als Bundesminister für besondere Aufgaben und Chef des Bundeskanzleramtes in die von Bundeskanzler Helmut Kohl geführte Bundesregierung (Kabinett Kohl II) berufen. In dieser Funktion war er auch mit der Vorbereitung des Staatsbesuches von Erich Honecker 1987 betraut. Anlässlich einer Umbildung im Kabinett Kohl III wurde er dann am 21. April 1989 zum Bundesminister des Innern ernannt. In dieser Funktion war er für die Bundesrepublik Deutschland 1990 gemeinsam mit Günther Krause (aufseiten der Deutschen Demokratischen Republik) Verhandlungsführer zu dem am 2. Juli 1990 abgeschlossenen Einigungsvertrag zur Auflösung der DDR. Im Frühling 1991 kündigte Schäuble an, sein Amt als Innenminister aufzugeben und für den Vorsitz der CDU/CSU-Bundestagsfraktion zu kandidieren. Im November schied er aus der Regierung aus.
1997 erklärte Helmut Kohl, Schäuble sei sein Wunschkandidat für eine Nachfolge im Amt des Bundeskanzlers. Allerdings solle eine Amtsübergabe nicht vor 2002 stattfinden. Dies ergab sich nicht, da Kohl die Bundestagswahl 1998 verlor. Nach der Abwahl von Eberhard Diepgen als Regierender Bürgermeister von Berlin war Schäuble als Spitzenkandidat für die vorgezogenen Neuwahlen am 21. Oktober 2001 im Gespräch, die Berliner CDU zog aber Frank Steffel als Kandidaten vor. Die CSU und Teile der CDU wollten Schäuble Anfang März 2004 in Anbetracht seiner großen politischen Erfahrung zur Wahl des Bundespräsidenten vorschlagen. Bei der im Jahr 2010 nach dem Rücktritt von Horst Köhler nötig gewordenen Bundespräsidenten-Wahl im Juni 2010 gehörte er wiederum zu den meistgenannten möglichen Kandidaten der Union für das Bundespräsidentenamt. Am 22. November 2005 wurde Schäuble erneut als Bundesminister des Innern in die von Bundeskanzlerin Angela Merkel geführte Bundesregierung (Kabinett Merkel I) berufen. Seine Berufung in dieses Amt wurde wegen seiner Beteiligung an der CDU-Spendenaffäre kritisiert.
Im Vorfeld der Neubesetzung der Europäischen Kommission im Herbst 2009 wurde Schäuble immer wieder als aussichtsreicher Kandidat für das Amt des Nachfolgers des deutschen EU-Kommissars Günter Verheugen gehandelt. Stattdessen verblieb Schäuble aber nach der Bundestagswahl 2009 auch im zweiten Kabinett von Bundeskanzlerin Angela Merkel, in dem er als Nachfolger von Peer Steinbrück (SPD) das Amt des Bundesfinanzministers übernahm. Schäuble erreichte durchgängig einen ähnlich hohen Zufriedenheitsgrad bei Umfragen.
Ende 2015 wurde Schäuble als möglicher Interimskanzler gehandelt, als Angela Merkel wegen ihres Agierens in der Flüchtlingskrise 2015/16 innerparteilich unter Druck geraten war.

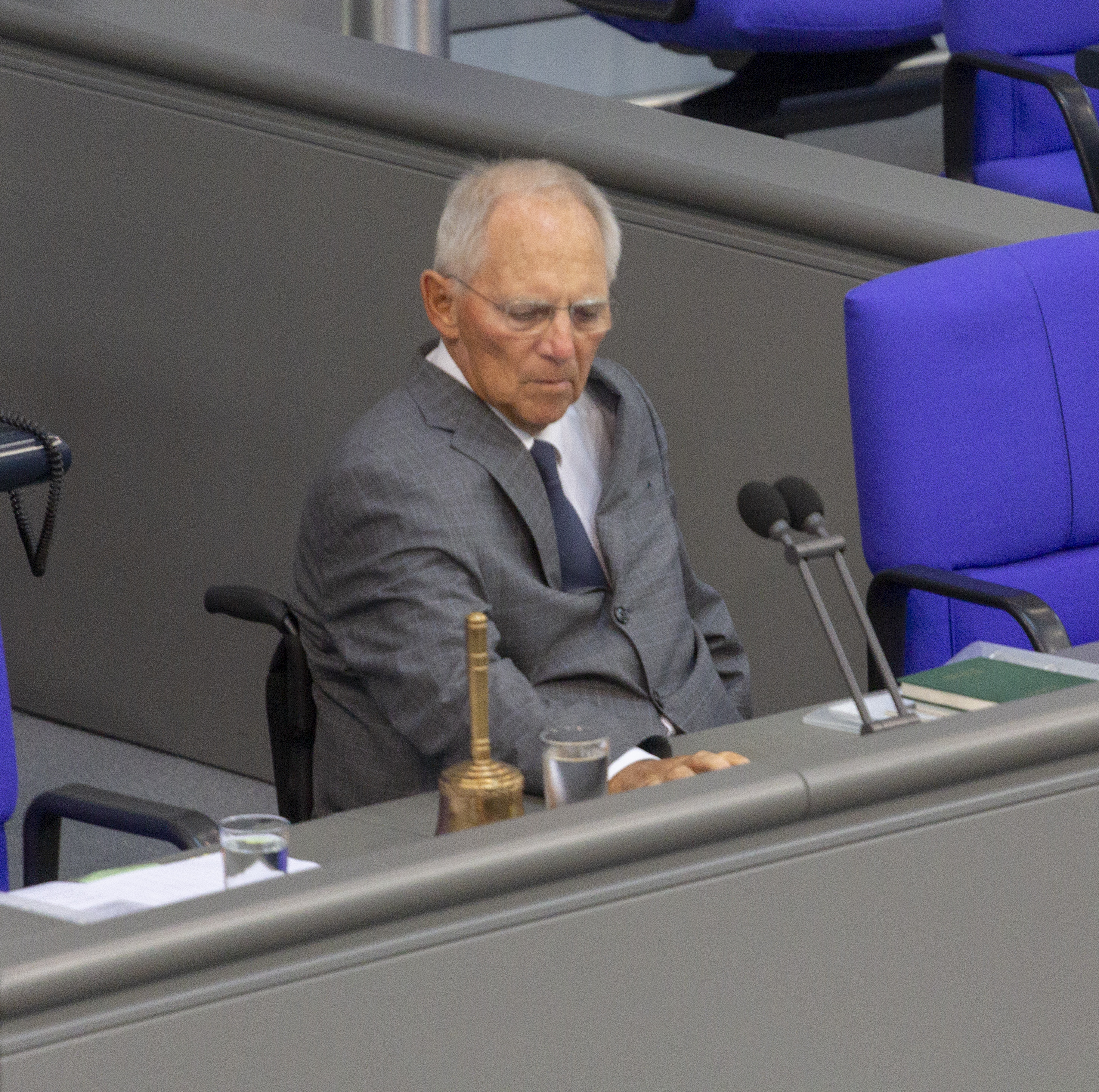
Wolfgang Schäuble als Bundestagspräsident, 2019

Die Unionsfraktion nominierte Schäuble nach der Bundestagswahl 2017 als Bundestagspräsidenten. Am 24. Oktober 2017 wurde er mit 501 Ja-Stimmen zum neuen Bundestagspräsidenten gewählt. Zudem war Schäuble Präsident und ordentliches Mitglied im Gemeinsamen Ausschuss sowie im Ältestenrat. Das Amt des Bundestagspräsidenten hatte Schäuble über die gesamte Wahlperiode bis zur Wahl seiner Nachfolgerin Bärbel Bas am 26. Oktober 2021 inne.
Als dienstältestes Mitglied des 20. Bundestags (ab 2021) fungierte er in der konstituierenden Sitzung als Alterspräsident.

### CDU-Spendenaffäre (1999 bis 2000)
Am 2. Dezember 1999 wurde Schäuble im Rahmen einer Sitzung des Deutschen Bundestages durch Zwischenrufe des Abgeordneten Hans-Christian Ströbele auf seine Kontakte zum Waffenhändler Karlheinz Schreiber angesprochen. Wolfgang Schäuble äußerte in öffentlicher Sitzung vor dem Deutschen Bundestag, er habe „irgendwann im Spätsommer oder im Frühherbst 1994“ bei „einem Gesprächsabend in einem Hotel in Bonn […] einen Herrn kennengelernt, der sich mir als ein Mann vorgestellt hat, der ein Unternehmen leitet. Ich habe später festgestellt, daß es dieser Herr Schreiber war. […] Auf der damaligen Veranstaltung bin ich Herrn Schreiber begegnet. Das war es.“
Schäuble räumte am 10. Januar 2000 ein, von dem inzwischen wegen Steuerhinterziehung verurteilten Waffenhändler Karlheinz Schreiber im Jahre 1994 eine Bar-Spende von 100.000 D-Mark für die CDU entgegengenommen zu haben. Am 31. Januar 2000 gab er ein weiteres Treffen mit Schreiber im Jahr 1995 zu. Die Schatzmeisterei der CDU habe den Betrag als „sonstige Einnahme“ verbucht.
Er behauptete, dass er das Geld in einem Briefumschlag von Schreiber in seinem Bonner Büro persönlich empfangen habe. Diesen Umschlag habe er „ungeöffnet und unverändert“ an Brigitte Baumeister weitergeleitet. Später habe er erfahren, dass die Spende nicht „ordnungsgemäß behandelt worden“ sei. Die damalige CDU-Schatzmeisterin Brigitte Baumeister widersprach dieser Version Schäubles.
Am 16. Februar 2000 erklärte Schäuble vor der CDU/CSU-Bundestagsfraktion seinen Rücktritt als Partei- und Fraktionsvorsitzender.
Anfang September 2000 bat Schäuble vor dem Bundestag die deutsche Öffentlichkeit um Entschuldigung dafür, „dass unter der Verantwortung der CDU Gesetze gebrochen wurden“. Weiterhin bat er auch „beim“ Bundestag dafür um Entschuldigung, dass er im Dezember 1999 einen Teil der Wahrheit über seinen Kontakt zum Waffenhändler Karlheinz Schreiber verschwiegen hatte.
Das Geld jedenfalls tauchte in keinem Rechenschaftsbericht der CDU auf. Am 13. April 2000 erklärte Schäuble vor dem Bundestagsuntersuchungsausschuss zur CDU-Parteispendenaffäre, die CDU-Führung und die Bundesregierung seien unter Helmut Kohl nicht bestechlich gewesen. Ein Ermittlungsverfahren gegen Schäuble wegen uneidlicher Falschaussage im Zusammenhang mit der fraglichen Spende wurde eingestellt, ebenso die Ermittlungen gegen Brigitte Baumeister. Die Berliner Staatsanwaltschaft konnte keinen hinreichenden Tatverdacht für eine Anklage feststellen. Nach den damaligen Angaben der Staatsanwaltschaft sei aber davon auszugehen, dass die 100.000 D-Mark nur einmal gespendet wurden. Spekuliert wurde nämlich über die Frage, ob es womöglich zwei Mal 100.000 D-Mark von Schreiber gab: einmal als „unverfängliche“ Wahlkampf-Spende für die CDU, ein anderes Mal „unter der Hand“ als Bestechungsgeld für ein Rüstungsprojekt. Ungeklärt sind außerdem die Spekulationen, ob und gegebenenfalls inwiefern Schäuble seine Verbindungen ins Kanzleramt nutzte, was Schäuble stets vehement bestritten hat. Fraglich ist weiterhin, wo die 100.000 D-Mark verblieben sind.

### Attentat und Querschnittlähmung
Am 12. Oktober 1990 verübte der psychisch kranke Dieter Kaufmann während einer Wahlkampfveranstaltung in der Gaststätte „Brauerei Bruder“ in Oppenau ein Attentat auf Schäuble. Aus einem Revolver (Smith & Wesson, Kaliber .38) feuerte er zwei Schüsse von hinten auf den damaligen Bundesminister des Innern. Eine Kugel traf den Kiefer, die andere das Rückenmark. Bei dem Versuch, dem Attentäter die Waffe aus der Hand zu schlagen, wurde der Personenschützer Klaus-Dieter Michalsky († 2004) durch einen dritten Schuss an der Hand und der Bauchseite verletzt. Schäuble war seit dem Attentat vom dritten Brustwirbel an abwärts gelähmt und auf einen Rollstuhl angewiesen.
Aufgrund einer diagnostizierten paranoid-halluzinatorischen Schizophrenie (Verfolgungswahn) wurde Kaufmann im folgenden Prozess für schuldunfähig befunden und in die forensische Psychiatrie eingewiesen. Am 12. Oktober 1995, dem fünften Jahrestag des Attentats, bat er Schäuble sowohl brieflich als auch öffentlich im Rundfunk um Verzeihung. Kaufmann wurde im Jahr 2004 auf Probe in eine Wohngemeinschaft entlassen; er starb 2019.
Schäuble war Kuratoriumsmitglied in der Deutschen Stiftung Querschnittlähmung (DSQ) und Mitglied des Stiftungsrates beim Internationalen Forschungsinstitut für Paraplegiologie, Zürich.

### Sonstiges Engagement
- Ehrensenator der Deutschen Nationalstiftung in Hamburg,[34][35] zuvor Kuratoriumsmitglied[36]
- Kuratoriumsmitglied der Neuen Universitätsstiftung in Freiburg[37]
- Aufsichtsratsmitglied im Diakonischen Werk der Evangelischen Landeskirche in Baden e. V. mit Sitz in Karlsruhe
- Mitglied im Verwaltungsrat der Fondation Robert Schuman in Paris (Frankreich)
- Vorsitzender des Freundeskreises des Festspielhauses Baden-Baden e. V., Baden-Baden[38][39]
- Kuratoriumsmitglied der Gesellschaft der Freunde der Berliner Philharmonie e. V., Berlin[40]
- Als Bundesminister des Innern Initiator und Mitglied der Deutschen Islam Konferenz[41]
- Mitglied des Senats der Max-Planck-Gesellschaft e. V. in München[42]
- Kuratoriumsmitglied der Stiftung Denkmalschutz Berlin[40]
- Mitglied des Aufsichtsrates des Organisationskomitees des Deutschen Fußball-Bundes für die WM 2006, Frankfurt/Main
- Vorsitzender des Kuratoriums für Konzerte in Gengenbacher Kirchen e. V.[43]
- Schirmherr des von Lisa Federle, Jan Josef Liefers und Michael Antwerpes gegründeten gemeinnützigen Vereins „BewegtEuch“[44]
- Mitglied der Europa-Union Parlamentariergruppe Deutscher Bundestag
- Referent beim Aspen Institut[45]
- Prominenter Botschafter der Evangelischen Kirche in Deutschland[46] für das Reformationsjubiläum 2017

### Privates

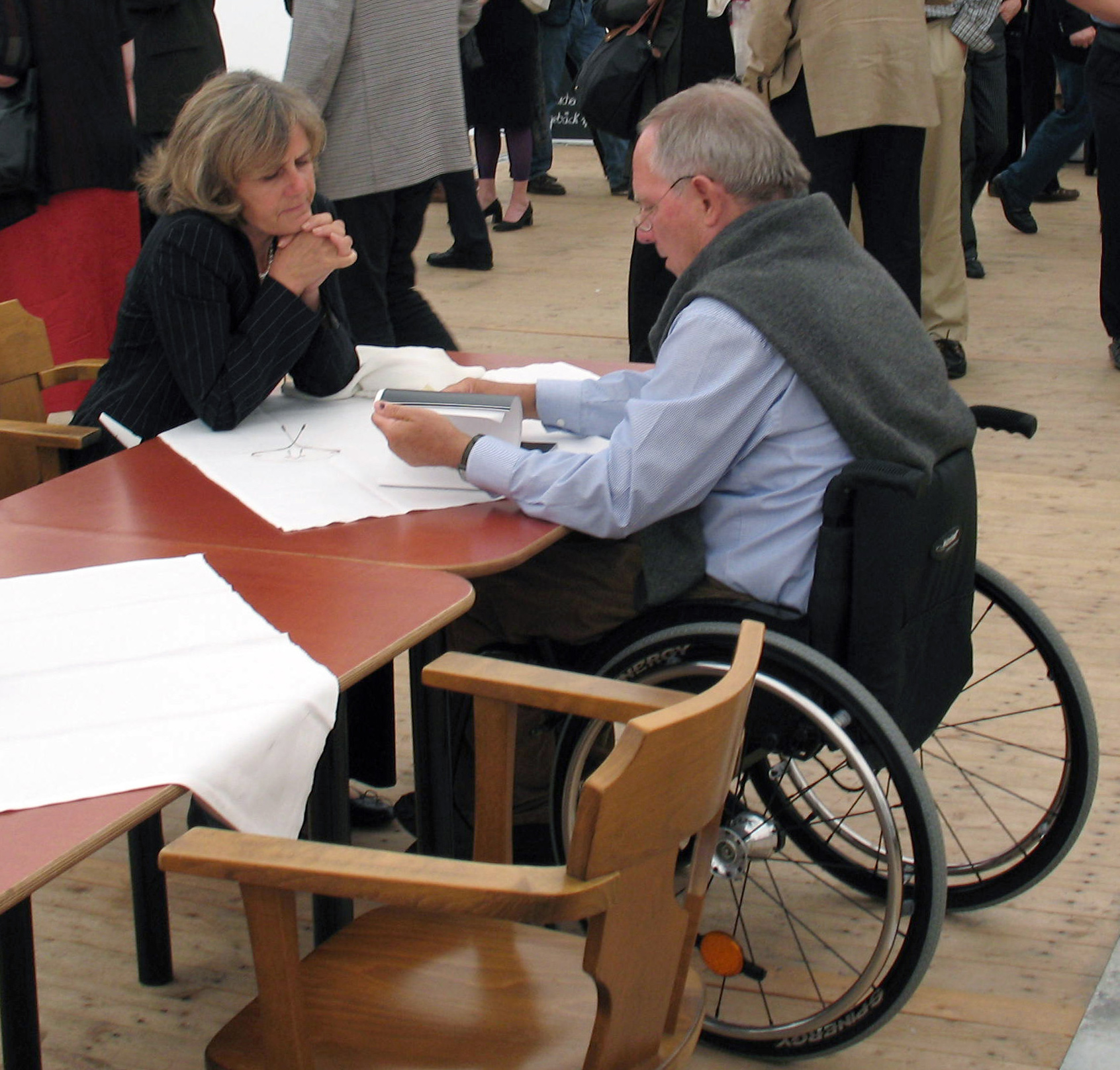
Schäuble und seine Frau Ingeborg (2007)

Schäubles Wohnsitz war die baden-württembergische Große Kreisstadt Offenburg. Er gehörte der lokalen Schülerverbindung Arminia Offenburg an. Schäuble war evangelischer Konfession.
Sein älterer Bruder Frieder Schäuble (1937–2011) war promovierter Jurist und Anwalt in Leipzig, sein jüngerer Bruder Thomas Schäuble (1948–2013) Innenminister des Landes Baden-Württemberg und Vorstandsvorsitzender der Badischen Staatsbrauerei Rothaus.
Aus der 1969 geschlossenen Ehe mit der Volkswirtin Ingeborg Hensle gingen drei Töchter und ein Sohn hervor: Christine (* 1971), Hans-Jörg (* 1974), Juliane (* 1976) und Anna (* 1981). Christine ist mit dem CDU-Landesvorsitzenden und Innenminister Baden-Württembergs Thomas Strobl verheiratet und Programmdirektorin von Das Erste; die mittlere Tochter Juliane ist Journalistin.

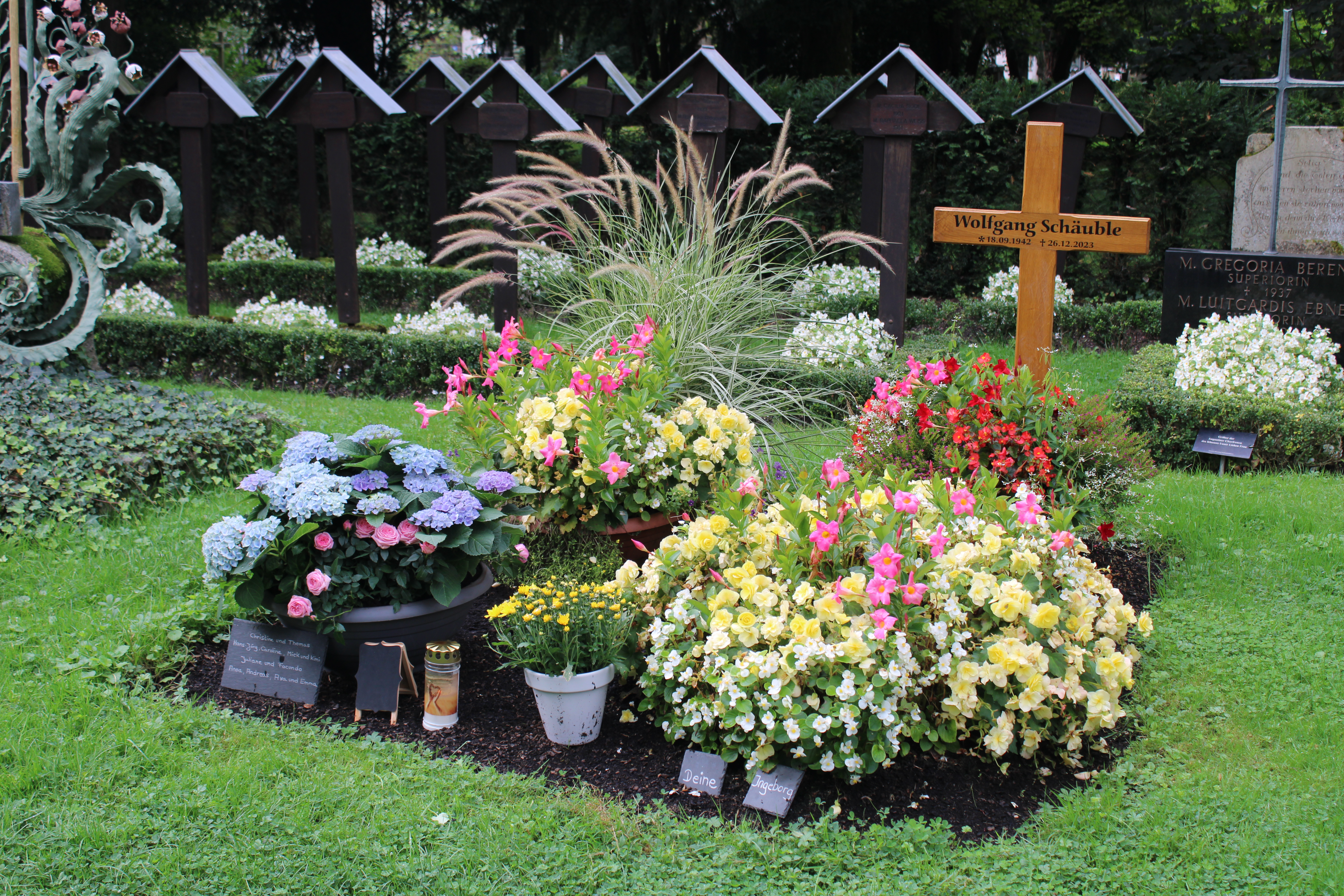
Grab von Wolfgang Schäuble

Wolfgang Schäuble starb nach einer Krebserkrankung am 26. Dezember 2023 im Alter von 81 Jahren in Offenburg. Die Erkrankung wurde 2006 diagnostiziert. Nur seine Familie, Freunde und die damalige Kanzlerin Angela Merkel hatte er darüber in Kenntnis gesetzt. Am 5. Januar 2024 fand in Offenburg in der Evangelischen Stadtkirche ein Trauergottesdienst statt, der von der evangelischen Landesbischöfin Heike Springhart zelebriert wurde und bei dem CDU-Bundesvorsitzender Friedrich Merz, Baden-Württembergs Ministerpräsident Winfried Kretschmann, CDU-Landeschef Manuel Hagel, Oberbürgermeister Marco Steffens und Schäubles Tochter Christine Strobl Trauerreden hielten. Schäuble wurde anschließend auf dem Waldbachfriedhof beigesetzt.
Bundespräsident Frank-Walter Steinmeier ordnete einen Staatsakt für den 22. Januar 2024 in Berlin an. Bei diesem hielten Bundestagspräsidentin Bärbel Bas, CDU-Bundesvorsitzender Friedrich Merz und Frankreichs Staatspräsident Emmanuel Macron Trauerreden. Macron sprach dabei Deutsch, wofür er wochenlang mit einem Deutschlehrer, zuletzt sogar noch im Flugzeug nach Berlin, geübt hatte. Im Vorfeld des Staatsaktes hatte bereits am selben Tag ein Trauergottesdienst im Berliner Dom unter Leitung der kommissarischen EKD-Ratsvorsitzenden Kirsten Fehrs stattgefunden.

### Grabschändung
Im Mai 2024 gruben eine oder mehrere unbekannte Personen in die Grabstätte ein etwa 1,20 Meter tiefes trichterförmiges Loch. Die Staatsanwaltschaft leitete daraufhin Ermittlungen wegen des Straftatbestandes der Störung der Totenruhe ein.

## Politische Positionen, Kontroversen und Kritik

### Wirken als Bundesminister des Innern

#### Überwachung
Schäuble wurde unter anderem von juristischen Fachverbänden und Medienjournalisten vorgeworfen, den Rechtsstaat in einen Überwachungs- bzw. Präventivstaat umwandeln und alle Grundrechte einem fiktiven Super-Grundrecht auf Sicherheit unterordnen zu wollen. Man warf ihm einen „Frontalangriff auf das Grundgesetz“ vor.
Der Präsident des Deutschen Anwaltvereins kritisierte: „Die Sicherheitspolitik droht jedes Maß zu verlieren.“ Der Vizepräsident der Bundesrechtsanwaltskammer erklärte: „Es werden Ängste in der Bevölkerung geschürt und instrumentalisiert, um eine gesellschaftliche Akzeptanz für weit reichende Kompetenzen der Sicherheitsbehörden zu schaffen.“ Schäuble opfere Grundrechte auf dem Altar vermeintlicher Sicherheitsinteressen. Kritiker warfen ihm in diesem Zusammenhang außerdem vor, Fahndungserfolge fälschlicherweise der Vorratsdatenspeicherung zuzurechnen, obwohl zu dem fraglichen Zeitpunkt überhaupt keine gesetzliche Grundlage zur Vorratsdatenspeicherung bestand. Für Schäubles Sicherheitspolitik verbreitete sich unter Datenschützern die Bezeichnung Stasi 2.0 (in Anlehnung an das DDR-Ministerium für Staatssicherheit und das Web 2.0).
Die im Autobahnmautgesetz vorgeschriebene strikte Zweckbindung der LKW-Mautdaten ausschließlich zu Abrechnungszwecken sollte 2006 nach dem Willen Schäubles per Gesetzesänderung aufgehoben werden, um Sicherheitsbehörden die Nutzung zu Fahndungszwecken zu ermöglichen. Die Forderung zur Aufhebung der Zweckbindung wurde parteiübergreifend kontrovers diskutiert. So sprach sich zum Beispiel der damalige schleswig-holsteinische Innenminister Ralf Stegner für diese Möglichkeit aus.
Nach dem Beschluss des Bundesgerichtshofes 2007, dass es für eine Online-Durchsuchung von Computern in den damaligen Gesetzen keine Rechtsgrundlage gab, forderte Schäuble, die Strafprozessordnung, das BKA-Gesetz, die Polizeigesetze der Länder sowie den Artikel 13 des Grundgesetzes, der die Unverletzlichkeit der Wohnung garantiert, zu ändern, um den rechtskonformen Einsatz des sogenannten Bundestrojaners zu ermöglichen.
Im November 2008 schlug Schäuble vor, Entscheidungen des Bundesrates auch mit einer relativen Mehrheit der abstimmenden Länder zustande kommen zu lassen, also Enthaltungen nicht mehr zu berücksichtigen. Der Vorschlag stieß bei der Opposition auf scharfe Ablehnung. Zum einen wären die kleineren Parteien durch eine solche Regelung benachteiligt, da sie als Mitglied einer Regierungskoalition bei Differenzen innerhalb derselben oft nur eine Stimmenthaltung im Bundesrat durchsetzen können. Zum anderen wurde Schäuble vorgeworfen, zur Durchsetzung seiner Vorstellungen von einer Novellierung des BKA-Gesetzes, deren Ablehnung durch den Bundesrat sich zu diesem Zeitpunkt abzeichnete, leichtfertig wichtige föderalistische Verfassungsprinzipien zur Disposition zu stellen. Politiker der Grünen forderten Schäubles Rücktritt.
Am 11. Februar 2009 wurde die Homepage von Schäuble gehackt und dort ein Link zum Arbeitskreis Vorratsdatenspeicherung gesetzt.
Im Oktober 2009 wurde Schäuble der Negativpreis Big Brother Award für sein Lebenswerk verliehen. Die Jury kritisierte insbesondere „Schäubles obsessive Bestrebungen, den demokratischen Rechtsstaat in einen präventiv-autoritären Sicherheitsstaat umzubauen“.

#### Bundeswehr und Geheimdienste
Um einen Einsatz der Bundeswehr für Sicherheitsaufgaben innerhalb der Landesgrenzen zu ermöglichen (unter anderem zum Zwecke des Abschusses von Zivilflugzeugen), sprach sich Schäuble 2007 für eine entsprechende Änderung des Grundgesetzes aus. Diese Position war von Otto Depenheuer beeinflusst, dessen Lektüre Schäuble empfiehlt. Politiker der Unionsparteien unterstützten diese Forderung; viele Politiker der übrigen Parteien lehnten sie ab. Sabine Leutheusser-Schnarrenberger warf Schäuble vor, dadurch den Unterschied zwischen Friedens- und Kriegsrecht zu verwischen. Den Abschuss von Zivilflugzeugen erklärte der damalige Präsident des Bundesverfassungsgerichts, Hans-Jürgen Papier, für undenkbar. Schäuble erwiderte, Verfassungsrichter seien nicht demokratisch legitimiert, Ratschläge zu erteilen. Grundrechtlich geschützte Bereiche abzugrenzen sei Sache des Gesetzgebers.
Schäuble bezweifelte 2008, dass die damals in der Bundesrepublik praktizierte Kontrolle der Geheimdienste sinnvoll war. Man erweise „der Freiheit einen Bärendienst“, wenn Geheimdienste anderer Länder die Zusammenarbeit mit den deutschen Geheimdiensten wegen der parlamentarischen Kontrolle einschränkten. Weiterhin habe er „Schwierigkeiten damit“, dass ein Terrorist den gleichen Schutz durch das Grundgesetz genießt wie jeder andere Bürger. Laut Schäuble bezweckten die präventiven Maßnahmen zum Schutz der freiheitlichen Gesellschaft nicht die Einschränkung der Freiheit der Bürger; die Freiheit des einen höre dort auf, wo die Freiheit des anderen anfängt. Die Prävention bleibe die einzige Schutzmöglichkeit vor Verbrechern, bei denen jegliche strafrechtliche Abschreckung wirkungslos sei. Schäuble wehrte sich gegen den Vergleich solcher Maßnahmen mit Stasimethoden; wer dies tue, interpretiere die Freiheit völlig falsch. Er sah seine Äußerungen auch von Zahlen bestätigt, lediglich zehn optische Observierungen seien im vergangenen Jahr in ganz Deutschland aus präventivem Grund durchgeführt worden.

#### Terrorismus
Im Dezember 2005 schlug Schäuble vor, Aussagen von Gefolterten bei der Ermittlungsarbeit der Sicherheitsbehörden zu verwenden. Dies lehnten die Oppositionsparteien FDP, Linkspartei.PDS und GRÜNE sowie der Koalitionspartner SPD ab, und Schäuble erhielt Kritik auch aus den eigenen Reihen; so sprach sich der damalige CSU-Generalsekretär Markus Söder dagegen aus.
In einem Spiegel-Interview vom 7. Juli 2007 sprach er sich für Internierungslager für sogenannte „Gefährder“ aus. Er regte auch an, eine Rechtsgrundlage für eine dem finalen Rettungsschuss entsprechende Regelung im Einsatz gegen Terroristen zu schaffen, um sich nicht auf den übergesetzlichen Notstand berufen zu müssen. Der daraufhin einsetzenden breiten Kritik, vor allem hinsichtlich der etwaigen gezielten Tötung von Terrorverdächtigen, hielt Schäuble entgegen, dass er keine Forderungen gestellt, sondern lediglich Fragen definiert habe. Er wehrte sich auch gegen die Unterstellung, seine Vorschläge zum Kampf gegen Terror seien dadurch motiviert, dass er selbst Opfer eines Attentats und dadurch in seiner „politischen Urteilsbildung beschädigt“ sei. Der damalige schleswig-holsteinische Innenminister Ralf Stegner kritisierte, Terrorverdächtige umzubringen sei „schlicht Auftragsmord“. Konrad Freiberg, der Chef der Polizeigewerkschaft GdP, widersprach im September 2007 Schäubles Forderung, zum Schutz vor Terror brauche man Gesetzesänderungen. Zur Terrorabwehr, so Freiberg, seien nicht schärfere Gesetze nötig, sondern mehr Personal. Im Vergleich zu 2001 gebe es 10.000 Polizisten weniger in Deutschland.
Im Fall des durch die CIA entführten deutschen Staatsbürgers Khaled al-Masri wurde auf Druck Schäubles ein von der Staatsanwaltschaft München verfasstes Auslieferungsgesuch für dreizehn an der Entführung beteiligte CIA-Agenten nicht an die US-Regierung weitergereicht.

### Außenpolitik
In der Überwachungs- und Spionageaffäre 2013 verteidigte Schäuble das Vorgehen der US-Regierung; die NSA habe geholfen, Terroranschläge abzuwehren.

#### Europapolitik

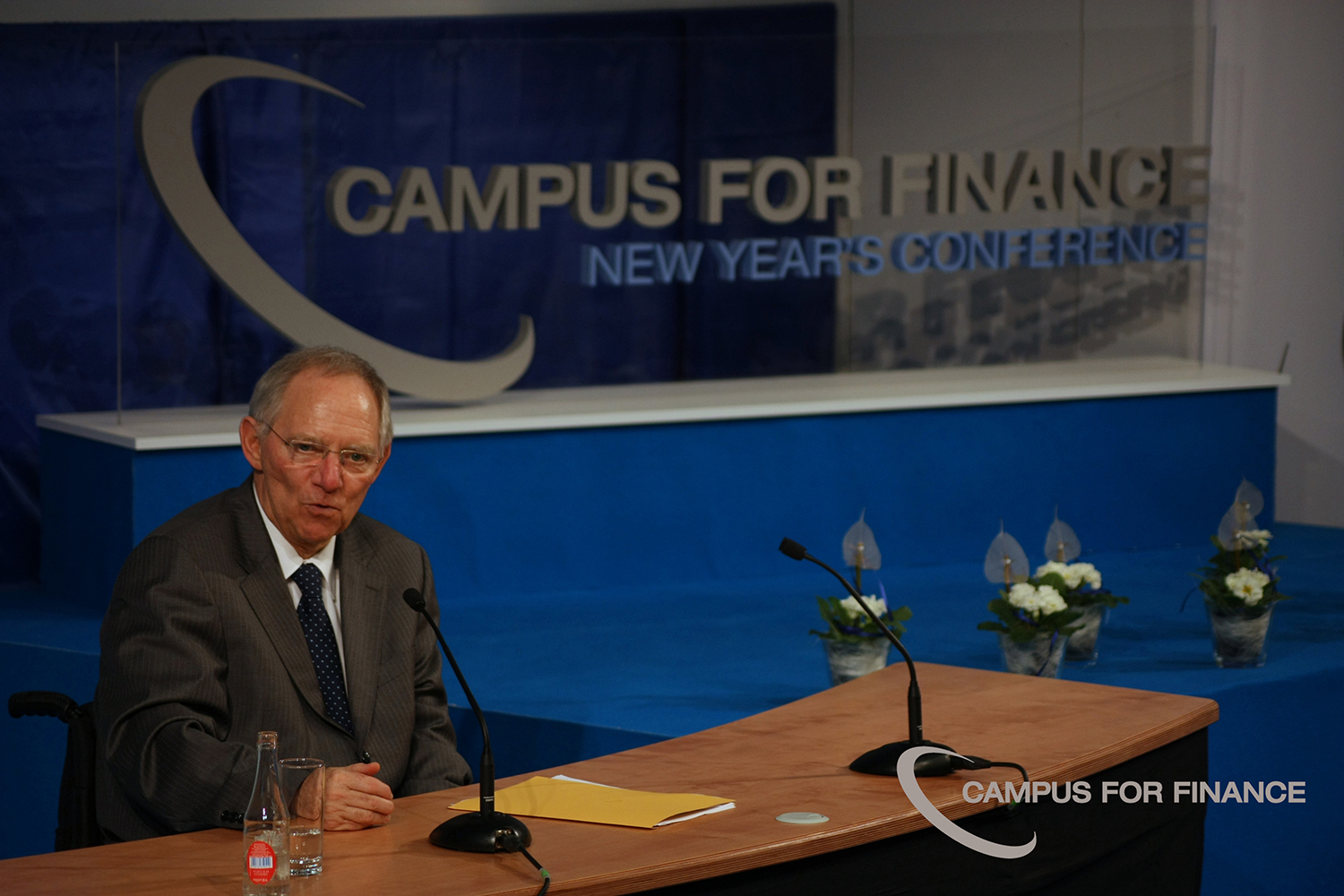
Wolfgang Schäuble bei einer Rede auf einer Konferenz (2011)

Neben Tagespolitik beschäftigte Schäuble sich schon immer mit grundsätzlichen Fragen von Staat und Gesellschaft in Deutschland und Europa. Anknüpfend an die Geschichte des Heiligen Römischen Reiches fordert Schäuble Patriotismus und ein „gesundes Nationalgefühl“ bei der Rolle Deutschlands in Europa. „Deutschland hat als Land in der Mitte des Kontinents, das zeigt auch die Geschichte des Heiligen Römischen Reiches, eine europäische Berufung.“
Schäuble fand, trotz globalen Regierens und durch das Schengener Abkommen praktisch verschwundener Grenzen in Europa, die Bewahrung der nationalen Identität und heimatlichen Verwurzelung wichtig. So könnten die menschlichen Beziehungen in der heutigen globalisierten, durch Internet vernetzten und beschleunigten Welt tiefer bleiben, meint er; diese Zugehörigkeit verleihe auch der freiheitlichen Gesellschaft Stabilität.
Anlässlich des G8-Gipfels 2007 in Heiligendamm entschied Schäuble in seiner Funktion als Innenminister, dass wie bereits während der Fußball-Weltmeisterschaft 2006 an den Schengen-Binnengrenzen der Bundesrepublik Deutschland vorübergehend Grenzkontrollen wieder aufgenommen werden konnten. Er begründete dies mit erhöhten Sicherheitsanforderungen für die Veranstaltungen des G8-Gipfels durch „gewaltbereite“ Globalisierungsgegner. Während der Fußball-Weltmeisterschaft 2006 sowie während der Fußball-Europameisterschaft 2008 in Basel und Wien befürwortete er die gleichen, vollen Befugnisse für die Gastbeamten bei der polizeilichen Zusammenarbeit von Deutschland, Österreich, Frankreich und der Schweiz unter der Einsatzleitung der einheimischen Organe.
Im November 2009 verglich Schäuble das Ausmaß der Folgen der Finanzkrise ab 2007 mit dem Fall der Berliner Mauer. Im Rahmen der Eurokrise und im Zuge der Einrichtung des europäischen Rettungsschirmes und dessen Mechanismus sträubte sich Schäuble als Finanzminister seit 2010 gegen die Forderungen vieler Bundestagsabgeordneter, jede einzelne Finanzhilfe an insolvenzgefährdete EU-Staaten vom Parlament bestätigt bekommen zu müssen (Haushaltsrecht). Die Kritiker sehen darin eine Verletzung des Demokratieprinzips.
Schäuble unterstützte die Demokratisierung der Europäischen Union. Im Gegensatz zur damaligen Bundeskanzlerin Angela Merkel befürwortete Schäuble 2013 die Direktwahl des EU-Kommissionspräsidenten; das sei „ein echter Durchbruch für eine wirkliche europäische Öffentlichkeit“. Zudem forderte er, den Präsidenten des Europäischen Rates durch eine Direktwahl der Unionsbürger besser zu legitimieren. In einer Rede beim European Banking Congress EBC 2011 äußerte er Überlegungen zur Aufgabe nationaler Souveränität im Kontext der Europäischen Union.

#### Krim-Annexion durch Russland 2014
Im Zuge der Annexion der Krim durch Russland zog Schäuble vor einer Schulklasse am 31. März 2014 Parallelen zwischen der Annexion und dem Vorgehen des Nazi-Regimes 1938/39 (siehe Münchner Abkommen und Zerschlagung der Rest-Tschechei): „Das kennen wir alles aus der Geschichte. Mit solchen Methoden hat schon der Hitler das Sudetenland übernommen – und vieles andere mehr.“ Der hessische Ministerpräsident Volker Bouffier stellte sich hinter Schäubles Thesen. Zustimmung bekam Schäuble auch vom Lehrerverband, der Schäubles Äußerung als wichtigen Impuls zur Aufarbeitung der Ereignisse von 1938 und 1939 sah. Dagegen distanzierten sich Angela Merkel und Frank-Walter Steinmeier von diesem Vergleich; er führte zu scharfer Kritik aus Regierungspartei und Opposition gleichermaßen. Das Finanzministerium relativierte die Äußerung: Schäuble habe ausdrücklich gesagt, dass er Russland nicht mit Nazideutschland vergleichen wolle, und habe lediglich vor den Folgen eines Zusammenbruchs der staatlichen Ordnung in der Ukraine gewarnt. Eine Zahlungsunfähigkeit der Ukraine müsse daher verhindert werden, da sonst bei einem Zusammenbruch des Staates „bewaffnete Banden die Macht in die Hand nehmen“ könnten. Dies würde möglicherweise Russlands Einmarsch zum Schutz der russischen Minderheit veranlassen.

### Finanzpolitik
2014 wurde der erste ausgeglichene Bundeshaushalt seit 1969 verabschiedet. Durch die Niedrigzinspolitik der EZB war die deutsche Zinsbelastung im Jahr 2014 um ca. 15 Mrd. Euro zu 2008 gesenkt worden, obwohl der Schuldenstand im gleichen Zeitraum um 30 % anwuchs. Das entspricht einer Gesamtentlastung des Haushalts in Höhe von 26,4 Mrd. Euro. Währenddessen hatte der Bundeshaushalt von Schäuble nur 0,5 Mrd. Euro Überschuss. Zusätzlich sind Einnahmen des Bundes aufgrund der guten wirtschaftlichen Lage deutlich angestiegen.
Schäuble kokettierte mit Blick auf seine Vorstellungen zu einer sparsamen Haushaltsführung damit, dass seine Mutter eine schwäbische Hausfrau gewesen sei. Schäuble wurde für die Übertragung von Vorstellungen zur Führung solider Privathaushalte auf die sinnvolle Führung von Staatshaushalten immer wieder kritisiert. Auf die Kritik internationaler und deutscher Ökonomen wie Sebastian Dullien an ausbleibenden Investitionen in eine zukunftsfähige Infrastruktur und Bildung, besonders zu Zeiten niedriger Zinsen in Deutschland erwiderte Schäuble, diese basiere auf „Unkenntnis“. Mehr Geld würde nicht dafür sorgen, dass bspw. Stromtrassen nach Süddeutschland, Windräder oder der Flughafen BER schneller gebaut würden. „Dieses oberflächliche Gerede, wenn wir mehr Geld für Investitionen ausgeben würden, dann hätten wir weniger Probleme, das scheitert daran, dass wir erst einmal dafür sorgen müssen, dass die Investitionen auch tatsächlich stattfinden“, sagte Schäuble. Auch für die von ihm mit durchgesetzte Austeritätspolitik und deren Folgen war Schäuble heftiger Kritik ausgesetzt.
Um die Kommunen zu stärken, forderte Schäuble die Abschaffung der Gewerbesteuer.

#### Euro-Rettungspolitik
Während der Eurokrise unterstrich Schäuble immer wieder, dass der Euro eine starke Währung sei. Er spielte an der Seite Merkels eine wichtige Rolle bei der Bewältigung der Krise, äußerte aber oft abweichende Ansichten zur Euro-Rettung. Schäuble wurde eine strenge Austeritätspolitik vorgeworfen; so bezeichnete der französische Wirtschaftsminister Arnaud Montebourg Schäuble 2014 als „Falken der Inflation“. Montebourg trat nach seinen Angriffen auf Schäuble aus der französischen Regierung zurück. Im Zuge der Staatsschuldenkrise Griechenlands im Jahr 2015 wurde Schäuble zum Angriffsziel griechischer Zeitungen und Politiker. So kam es zu Auseinandersetzungen mit dem griechischen Finanzminister Yanis Varoufakis. Schäuble begründete die von ihm propagierte rücksichtslose Sparpolitik mit einer Arbeit des Harvard-Professors Kenneth Rogoff, der dem deutschen Ministerium eine fehlerhafte Theorie präsentiert hatte, die sich auf einen Rechenfehler stützte, wie Thomas Herndon im April 2013 in seiner Doktorarbeit aufdeckte.

#### Kampf gegen Steuerhinterziehung
Schäuble forderte seit seinem Amtsantritt im Jahr 2010 einen verschärften Kampf gegen Steuerhinterzieher. Dabei kritisierte er wiederholt den ehemaligen Finanzminister von Nordrhein-Westfalen Norbert Walter-Borjans, der auch mit dem umstrittenen Kauf sogenannter „Steuer-CDs“ gegen Steuerhinterziehung vorging. Schäuble selbst strebte anfangs ein deutsch-schweizerisches Steuerabkommen an, das zwar zu einer umfassenden Besteuerung führen sollte, jedoch die Anonymität der Steuerpflichtigen gewahrt hätte und mithin einer Amnestie gleichgekommen wäre. Noch im Juli 2012 zeigte sich Schäuble über den Kauf von Datenträgern mit Daten deutscher Steuerpflichtiger, die Kunden Schweizer Banken waren, durch die Finanzbehörden von Nordrhein-Westfalen verärgert. Er forderte die SPD-regierten Bundesländer auf, keine Steuer-CDs mehr zu kaufen und den Widerstand gegen das Steuerabkommen mit der Schweiz aufzugeben. Letztendlich scheiterte das Abkommen jedoch im Bundesrat und sowohl auf internationaler (OECD) als auch europäischer Ebene wurde der automatische Informationsaustausch zwischen Steuerbehörden in Steuersachen beschlossen und ab 2017/2018 ausgeführt.
Schäuble unterstützte die Straffreiheit von Steuerhinterziehern, die sich selbst anzeigen.

#### Cum-Ex-Affäre
Die Steuerabteilung des Bundesfinanzministeriums wurde im März 2011 durch einen nordrhein-westfälischen Finanzbeamten auf einen Zeitungsartikel hingewiesen, in dem über „Merkwürdigkeiten“ bei Aktiengeschäften der DekaBank berichtet wurde. Der Artikel wurde noch am selben Tag an die zuständige Abteilung für Finanzmarktpolitik im Finanzministerium weitergeleitet. Die DekaBank als Wertpapierhaus der deutschen Sparkassen und als Anstalt öffentlichen Rechts wird unmittelbar vom Bundesfinanzminister beaufsichtigt.
Schäuble persönlich wurde drei Monate später auch durch den damaligen Münchner Oberbürgermeister Christian Ude darauf hingewiesen, dass deutsche Banken ausländischen Anlegern bei der Umgehung der deutschen Kapitalertragsteuer halfen. Erst 2012 kam ein Gesetz zur endgültigen Unterbindung von Cum-Ex-Geschäften und zu einem Verbot ähnlich angelegter Cum-Cum-Geschäfte kam es erst 2016. Allein durch sie entgingen dem deutschen Fiskus jährlich bis zu sechs Milliarden Euro. Die langsame Reaktion der Politik wird auch auf den erheblichen Einfluss von Bankenlobbyisten auf das Bundesministerium der Finanzen zurückgeführt.

### Doping
Laut einer Studie über Doping in Westdeutschland befürwortete Schäuble in den 1970er Jahren das Doping westdeutscher Sportler.

### Migration und Integration
Unter Schäubles Vorsitz initiierte die CDU/CSU 1999 eine Unterschriftenaktion gegen die Reform des Staatsbürgerschaftsrechts, der im hessischen Landtagswahlkampf 1999 eine entscheidende Rolle zugeschrieben wird. Die Kampagne stand unter dem Motto „Integration ja – Doppelte Staatsbürgerschaft nein“.
Schäuble befürwortete 2007 vor dem EU-Parlament einen islamischen Religionsunterricht; er äußerte, „dass die Totalverschleierung eigentlich der europäischen Werteordnung widerspricht“.
Schäuble bezeichnete die Flüchtlingskrise in Europa ab 2015 als „Rendezvous mit der Globalisierung“. Im Juni 2016 sagte er, Europa werde durch Abschottung kaputt gemacht; sie lasse den Kontinent „in Inzucht degenerieren“. Muslime seien eine Bereicherung, besonders die dritte Generation Eingewanderter zeige ein „enormes innovatorisches Potential“.
Nach der Aussage des Bundesministers des Innern, für Bau und Heimat Horst Seehofer, der Islam gehöre nicht zu Deutschland, erklärte Schäuble im März 2018: „Wir können nicht den Gang der Geschichte aufhalten. Alle müssen sich damit auseinandersetzen, dass der Islam ein Teil unseres Landes geworden ist“.

„Erst Teilnahme ermöglicht schließlich Teilhabe: Jede demokratisch verfasste Gemeinschaft braucht Bürgerinnen und Bürger, die sich mit ihr identifizieren, sich ihr zugehörig fühlen. Nur so vertrauen sie sich in Freiheit und in den rechtsstaatlichen Grenzen dem Mehrheitsentscheid an. Allein durch den Bezug auf politische Institutionen kann das nicht erreicht werden.“

### Führungsstil
Anfang November 2010 wies Schäuble seinen Sprecher Michael Offer auf einer Pressekonferenz dafür zurecht, dass dieser eine schriftliche Zusammenfassung der Erklärung nicht rechtzeitig verteilen ließ. Das Verhalten Schäubles wurde später von einigen Pressekommentatoren als herablassend und erniedrigend bezeichnet. Der Sprecher trat wenige Tage später von seinem Amt zurück.

### Einführung eines Klarnamenszwangs im Internet
Schäuble forderte 2020, Nutzer sozialer Netzwerke sollten mit echten Namen kommentieren. Er befürwortete dafür staatlichen Zwang.

### Europäische Atombewaffnung
Noch wenige Tage vor seinem Tod im Dezember 2023 sprach sich Schäuble für eine Atombewaffnung Europas unter französischer Führung als Nuklearabschreckung aus. Schäuble stellte sich vor, dass die Europäer im Allgemeinen, die Deutschen im Besonderen, die französische nukleare Abschreckungskraft künftig finanziell so ausstatten, dass Paris dieses Abschreckungspotential glaubhaft für Europa nutzen kann. Die letzte Entscheidungsgewalt über den Einsatz von Atomwaffen sollte bei aller europäischen Dimension in Paris liegen.

## Auszeichnungen (Auszug)
- 1984: Großes Bundesverdienstkreuz

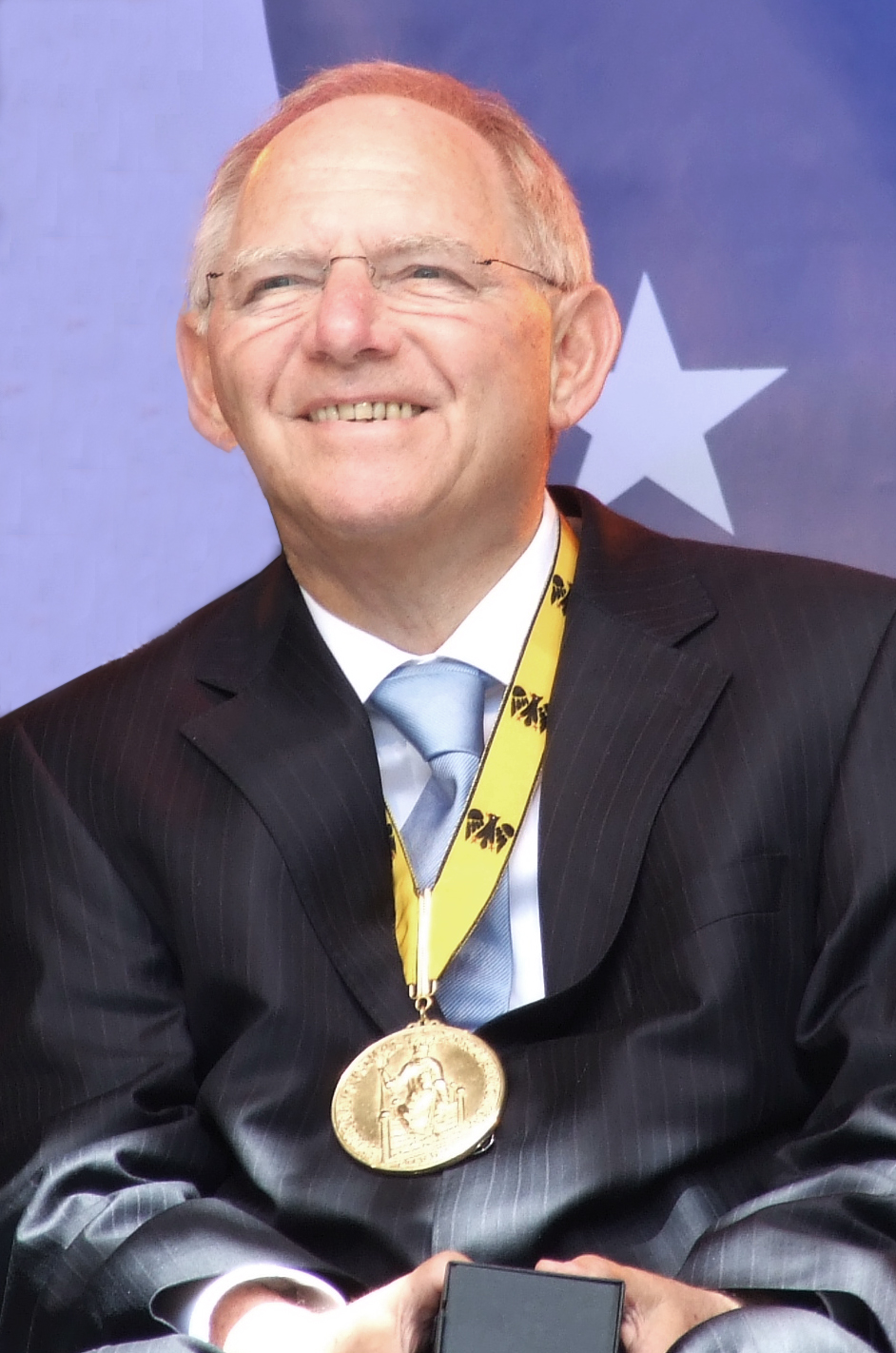
Schäuble bei der Karlspreisverleihung 2012

- 1986: Großkreuz des Verdienstordens der Italienischen Republik
- 1989: Großes Bundesverdienstkreuz mit Stern
- 1991: Großkreuz des Verdienstordens der Bundesrepublik Deutschland
- 1992: Ehrendoktor der rechtswissenschaftlichen Fakultät der Friedrich-Alexander-Universität Erlangen-Nürnberg
- 1992: Ehrenzeichen der Bundesanstalt Technisches Hilfswerk in Gold[123]
- 1995: Europäischer Handwerkspreis[124]
- 1996: Dolf-Sternberger-Preis
- 1998: Konrad-Adenauer-Preis der Deutschland-Stiftung
- 2005: Ehrendoktor der rechtswissenschaftlichen Fakultät der Universität Freiburg (Schweiz)
- 2005: Robert-Schuman-Medaille der EVP
- 2007: Big Brother Award in der Kategorie Nicht-Preis (Positivpreis)
- 2007: Preis der Deutschen Gesellschaft e. V. für Verdienste um die deutsche und europäische Vereinigung[125]
- 2008: Verdienstmedaille des Landes Baden-Württemberg
- 2008: Ehrenpreis des oberrheinischen Hochschulpreises Prix Bartholdi
- 2009: Ehrendoktor der Fakultät für Sozial- und Verhaltenswissenschaften der Eberhard Karls Universität Tübingen für seine Verdienste um den Sport
- 2009: Ehrenpreis des Deutschen Nachhaltigkeitspreises für seine Verdienste um Vereinigung und Integration in Deutschland
- 2010: Toleranzpreis der Evangelischen Akademie Tutzing für seine Initiative zu einer Islamkonferenz
- 2011: Luxemburger Orden der Eichenkrone im Rang eines Großoffiziers[126]
- 2011: Big Brother Award in der Kategorie Lebenswerk (Negativpreis)
- 2012: Karlspreis für seine Verdienste um die „Wiedervereinigung und Neuordnung Europas“, speziell für seinen Beitrag zur europäischen Integration und Stabilisierung der Währungsunion.[127] Die Übergabe erfolgte am 17. Mai 2012 im Rathaus der Stadt Aachen, die Laudatio hielt der luxemburgische Premierminister und Vorsitzende der Euro-Gruppe Jean-Claude Juncker.[128]
- 2014: Preis für Verständigung und Toleranz des Jüdischen Museums Berlin
- 2015: Johann-Heinrich-Voß-Preis für Literatur und Politik zur Ehrung von „Persönlichkeiten des öffentlichen Lebens, die sich um Humanismus, Aufklärung, Menschlichkeit und Freiheit verdient gemacht haben.“
- 2015: Point-Alpha-Preis für „Verdienste um die Einheit Deutschlands und Europas in Frieden und Freiheit.“[129]
- 2015: Bambi in der Kategorie Millennium
- 2016: Ehrenbürger der Stadt Berlin[130]
- 2016: Europäischer St.-Ulrichs-Preis für die Verdienste um die Einheit Europas im christlichen Geist[131][132]
- 2016: Großer Leopold-Kunschak-Preis[133]
- 2017: Aufnahme auf Lebenszeit in die Académie des sciences morales et politiques (Akademie der Moralischen und Politischen Wissenschaften)[134]
- 2017: Henry A. Kissinger Prize[135]
- 2018: Heinz-Galinski-Preis
- 2019: Weltwirtschaftlicher Preis
- 2022: Ehrenbürger der Stadt Offenburg
- 2025: posthum Konrad-Adenauer-Preis der Stadt Köln 2023[136]

## Veröffentlichungen
- Die berufsrechtliche Stellung der Wirtschaftsprüfer in Wirtschaftsprüfungsgesellschaften. 1971, DNB 720326168, (Dissertation Universität Freiburg im Breisgau, Rechtswissenschaft, 1971).
- Der Vertrag. Wie ich über die deutsche Einheit verhandelte. Herausgegeben und mit einem Vorwort von Dirk Koch und Klaus Wirtgen. Deutsche Verlags-Anstalt, Stuttgart 1991, ISBN 3-421-06605-1.
- Und der Zukunft zugewandt. Perspektiven deutscher Politik. Siedler Verlag, Berlin 1994, ISBN 3-88680-555-7.
- Und sie bewegt sich doch. Siedler Verlag, Berlin 1998, ISBN 3-88680-650-2.
- Mitten im Leben. C. Bertelsmann Verlag, München 2000, ISBN 3-570-00497-X.
- Scheitert der Westen? Deutschland und die neue Weltordnung. Mit einem Vorwort von Henry Kissinger. C. Bertelsmann Verlag, München 2003, ISBN 3-570-00788-X.
- Braucht unsere Gesellschaft Religion? Vom Wert des Glaubens. Berlin University Press, Berlin 2009, ISBN 978-3-940432-54-4.
- 60 Jahre Grundgesetz: Verfassungsanspruch und Wirklichkeit. In: Caroline Y. Robertson-von Trotha (Hrsg.): 60 Jahre Grundgesetz. Interdisziplinäre Perspektiven (= Kulturwissenschaft interdisziplinär. Bd. 4). Baden-Baden 2009.
- Anders gemeinsam. Ein deutsch-französisches Gespräch. Mit Ulrich Wickert, Michel Sapin und Dominique Seux. Hoffmann und Campe, Hamburg 2016, ISBN 978-3-455-50401-9.
- Protestantismus und Politik. Claudius Verlag, München 2017, ISBN 978-3-532-62499-9.
- Ein Leben für Deutschland in Europa. Zum Tode Helmut Kohls. In: F.A.S. Nr. 24, 18. Juni 2017, S. 3.
- Grenzerfahrungen. Wie wir an Krisen wachsen. Mitarbeit: Jacqueline Boysen und Hilmar Sack. Siedler Verlag, München 2021, ISBN 978-3-8275-0144-8.
- Erinnerungen. Mein Leben in der Politik. Mitarbeit: Hilmar Sack und Jens Hacke. Klett-Cotta Verlag, Stuttgart 2024, ISBN 978-3-608-98704-1.

## TV-Dokumentationen
- 2000: Schäubles Fall – Innenansicht einer Affäre. Dokumentarfilm von Stephan Lamby, Erstausstrahlung 2000.[137]
- 2011: Duelle – Helmut Kohl gegen Wolfgang Schäuble. Dokumentarfilm von Stephan Lamby, Erstausstrahlung 2011.[138]
- 2015: Schäuble – Macht und Ohnmacht. Dokumentarfilm im Auftrag des SWR von Stephan Lamby, ARD-Erstausstrahlung am 24. August 2015.[139]
- 2020: Mensch Schäuble! Einheitsmacher, Streiter, Staatsmann. Dokumentarfilm von Christian Bock, ZDFzeit.[140]
- 2023: Der badische Preuße: Zum Tode von Wolfgang Schäuble. Dokumentation von Klaus Brodbeck, ZDFspezial, ZDF-Erstausstrahlung am 27. Dezember 2023 (Online in der ZDF-Mediathek abrufbar bis 27. Dezember 2024)[141]
- 2023: Wolfgang Schäuble – Lebenslänglich Politik. Dokumentarfilm von Thomas Schneider, SWR Aktuell Baden-Württemberg, Erstausstrahlung am 27. Dezember 2023 (Online in der ARD-Mediathek abrufbar bis 26. Dezember 2025)[142]